# يكة سعود السفلى (جرغلان)
يكة سعود السفلى (بالفارسية: یکه‌سعود سفلی) هي قرية تقع في إيران في قسم جرغلان الريفي. يقدر عدد سكانها بـ 2,388 نسمة .